# Lego Indiana Jones : La Trilogie originale
Lego Indiana Jones : La Trilogie originale (Lego Indiana Jones: The Original Adventures) est un jeu vidéo développé par Traveller's Tales et publié par LucasArts. Ce jeu est basé sur les trois premiers films de la saga Indiana Jones, mais les personnages et décors sont ici en Lego. Le jeu reprend alors la trame des films en y ajoutant de l'humour (dans le premier volet, Indy se voit contraint de remettre une idole à son rival Belloq : dans ce jeu, Indy tente dans un premier temps de négocier en donnant à Belloq un diamant, un canard en caoutchouc ainsi que la tête de C-3PO, avant de donner l'idole pour de bon). Ce jeu se veut donc être un mélange d'hommage et de parodie de la célèbre trilogie des années 1980.
Le jeu a été publié au printemps 2008 à l'occasion de la sortie du film Indiana Jones et le Royaume du crâne de cristal, quatrième volet des aventures du célèbre archéologue resté absent pendant 19 ans des écrans.

## Trame
Le jeu s'appuie sur les trois premiers films de la série Indiana Jones :
- Les Aventuriers de l'arche perdue (1981)
- Indiana Jones et le Temple maudit (1984)
- Indiana Jones et la Dernière Croisade (1989)

On retrouve par ailleurs bon nombre des thèmes musicaux des trois films, composés par John Williams.

## Système de Jeu
Lego Indiana Jones : La Trilogie originale utilise des mécaniques bien connues des autres jeux Lego, basées sur une combinaison de résolution de puzzles, de combats, et d’exploration. Le jeu couvre les trois premiers films de la franchise Indiana Jones : Les Aventuriers de l'Arche Perdue, Indiana Jones et le Temple Maudit, et Indiana Jones et la Dernière Croisade. Chaque film est divisé en six chapitres, inspirés des scènes emblématiques de ces œuvres.

### Personnages et capacités
Le jeu propose une large variété de personnages jouables, chacun doté de capacités spécifiques et utiles pour avancer dans l’aventure. Indiana Jones se distingue par son fouet, qu'il peut utiliser pour attaquer, désarmer des ennemis, ou franchir des gouffres en s’accrochant à des points spécifiques. D’autres personnages, comme Sallah, peuvent creuser pour trouver des objets cachés, tandis que Willie possède la capacité de sauter plus haut, ce qui est utile dans certaines séquences de plateforme. L’utilisation des compétences de chaque personnage est essentielle pour résoudre les énigmes qui jalonnent les niveaux,.

### Énigmes et interactions avec l’environnement
Le jeu met fortement l’accent sur les énigmes, demandant aux joueurs d'interagir avec des objets en LEGO dans l’environnement. Cela inclut la construction de structures, la manipulation de mécanismes, ou encore l’utilisation d’équipements spécifiques comme des pelles ou des clés pour activer des mécanismes et déverrouiller des zones secrètes. Par exemple, des personnages comme Henry Jones Sr. peuvent déchiffrer des hiéroglyphes pour accéder à des sections cachées.

### Mode libre et exploration
Après avoir terminé un niveau en mode histoire, le joueur peut revenir en mode libre, utilisant n’importe quel personnage débloqué. Ce mode permet d’accéder à des zones inaccessibles lors du premier passage, grâce aux compétences spécifiques des nouveaux personnages. Cette mécanique encourage les joueurs à explorer les niveaux en profondeur, à rechercher les objets cachés, et à compléter toutes les missions secondaires

### Niveaux
Chaque niveau correspond à un film, divisé en six chapitres chacun. Au début d'une nouvelle partie, il faut terminer le premier niveau de l'Arche Perdue pour débloquer les autres « films », ce qui permet alors de vivre les trois aventures dans le désordre si bon semble au joueur.
Les Aventuriers de l'arche perdue
- Le temple perdu
- Dans les montagnes
- La ville du danger
- Le puits des âmes
- Sur la piste de l'arche
- L'ouverture de l'arche

Le Temple maudit
- Règlement de comptes à Shanghai
- Les secrets de Pankot
- Le temple de Kali
- Libérer les esclaves
- Sortir des mines
- Combat sur le pont

La Dernière Croisade
- À la recherche de Sir Richard
- Rescousse au château
- Évasion en moto
- De gros ennuis dans le ciel
- Guet-apens dans le désert
- Le temple du Graal